# 更科信号場
更科信号場（さらしなしんごうじょう）は、福島県耶麻郡磐梯町大字更科にある、東日本旅客鉄道（JR東日本）磐越西線の信号場である。

## 歴史
- 1962年（昭和37年）12月20日：国鉄磐越西線翁島駅 - 磐梯町駅間に新設[1]。
- 1987年（昭和62年）4月1日：国鉄分割民営化に伴い、東日本旅客鉄道（JR東日本）の信号場となる[2]。

## 構造
翁島駅より磐梯町駅方向に約4.5kmにある2線の信号場。
主本線は、双方向に出発信号機を備えた1線スルー構造となっているが、副本線は下り列車専用で磐梯町方向から副本線への入線と、副本線から翁島方向への発車は不可。

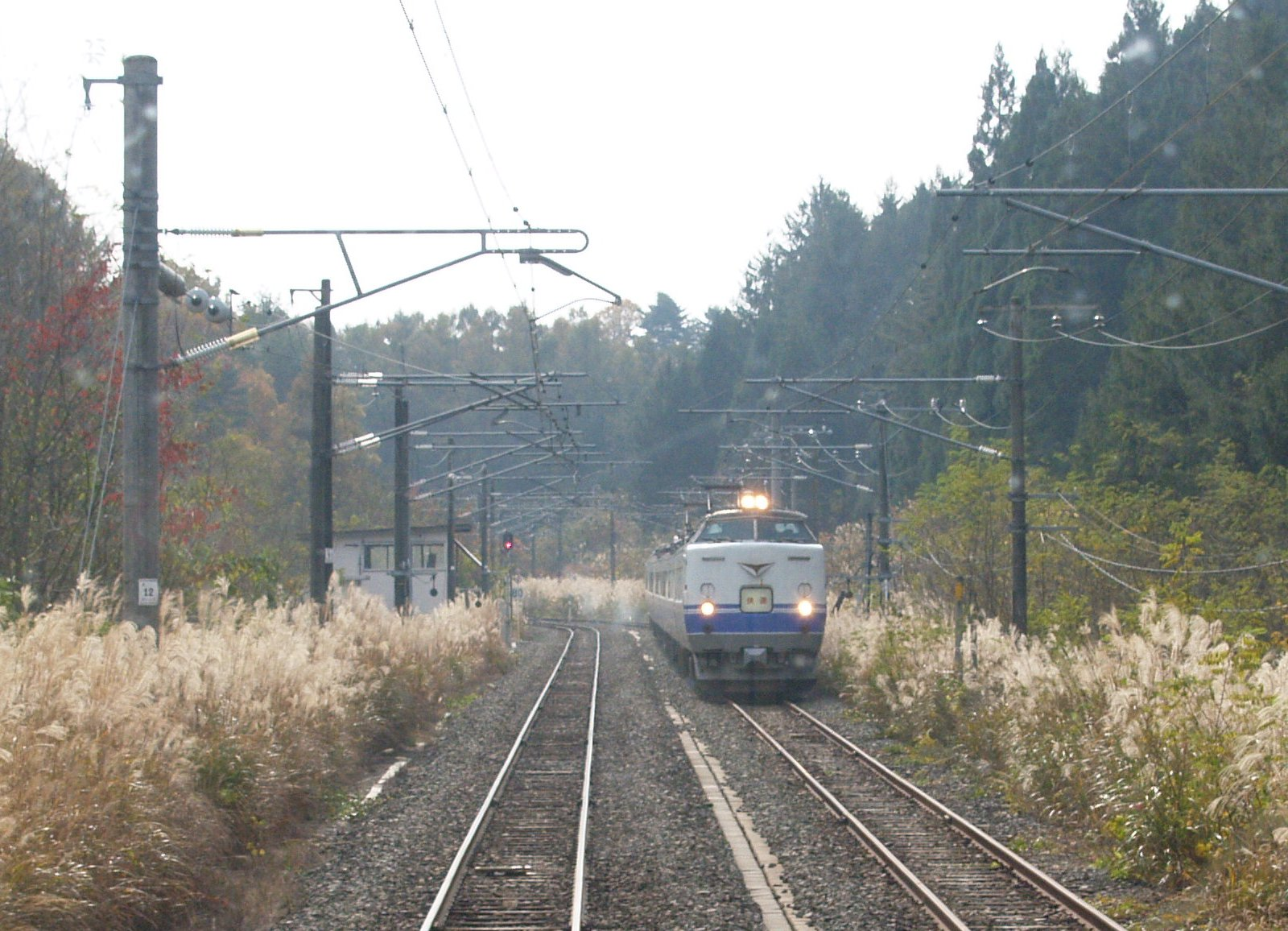
構内の様子（2011年11月）
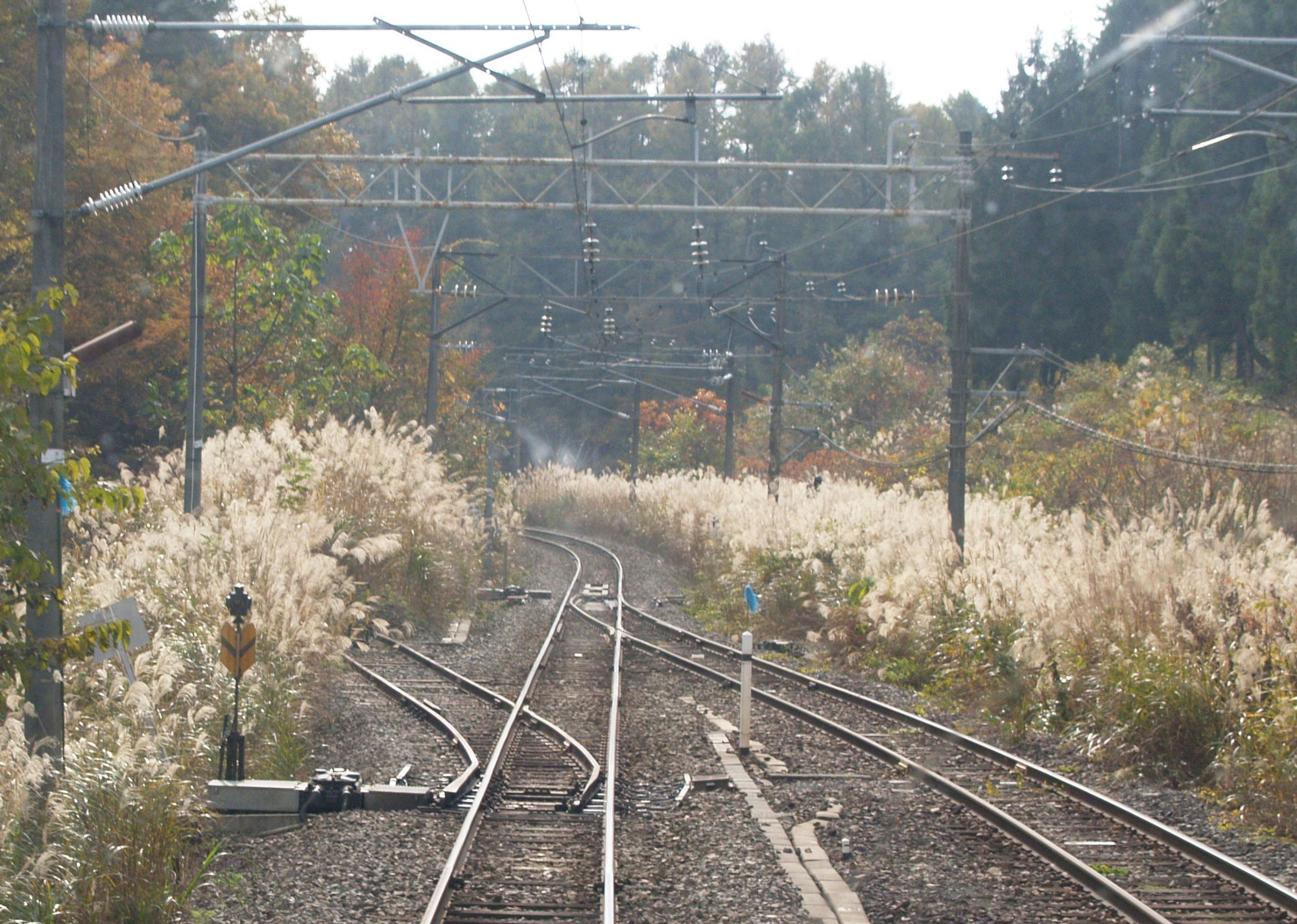
翁島寄りのポイント（2011年11月）
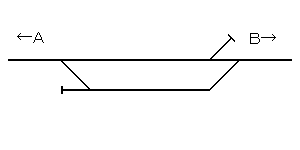
構内配線図　A:磐梯町　B:翁島

## 周辺
耕作地及び山林が広がる。なお少し磐梯町駅寄りへ下ると、送電線鉄塔付近から登り25‰で分岐する旧線路跡の盛土が確認出来る（余りに急勾配が連続するため昭和初期の頃付替えられたらしい）。

## 隣の施設
東日本旅客鉄道（JR東日本）
■磐越西線
翁島駅 - 更科信号場 - 磐梯町駅